# Jules Rolland
Jules Rolland (Rennes, 4 september 2000) is een Frans professioneel tafeltennisser. Hij speelt rechtshandig, met de shakehandgreep.

## Belangrijkste resultaten
- Zilver met het team op de wereldkampioenschappen 2024 in Busan.
- Brons met het team op de Europese kampioenschappen 2023 in Malmö.